# Ситаны
Ситаны (лат. Sitana) — род ящериц из семейства агамовых, обитающий в Юго-Восточной Азии.

## Описание
Общий размер представителей рода колеблются от 12 до 20 см. Цвет кожи коричневый, оливково-коричневый разных оттенков с тёмный пятнами, по бокам тянутся светлые полосы. Брюхо матово-белое, желтоватое. Горловая сумка беловатая, синяя, красноватая. Имеет способность далеко её вытягивать и размахивать, наподобие вентилятора. Хвост длиннее туловища, к концу утончается. Его размеры у разных видов колеблются. Чешуя хвоста одинакового размера со спинной чешуёй, расположена правильными поперечными кольцами или косыми строками. Конечности тонкие с 4 цепкими пальцами.

## Образ жизни
Обитают в каменистой и скалистой местности с негустой растительностью. Хорошо бегают и лазают по кустам и деревьям. Питаются насекомыми.

## Размножение
Это яйцекладущие ящерицы. Самки откладывают до 5 яиц.

## Распространение
Ареал охватывает Непал, Индию, Шри-Ланку, иногда встречается в Пакистане.

## Классификация
На июль 2018 года в род включают 13 видов:
- Sitana attenboroughii Sadasivan et al., 2018
- Sitana bahiri Amarasinghe, Ineich & Karunaratna, 2014
- Sitana devakai Amarasinghe, Ineich & Karunaratna, 2014
- Sitana fusca Schleich & Kästle, 1998
- Sitana gokakensis Deepak et al., 2018
- Sitana laticeps Deepak and Giri, 2016
- Sitana marudhamneydhal Deepak et al., 2016
- Sitana ponticeriana Cuvier, 1829 — Агама-ситана[1]
- Sitana schleichi Anders & Kästle, 2002
- Sitana sivalensis Schleich, Kästle & Shah, 1998
- Sitana spinaecephalus Deepak, Vyas and Giri, 2016
- Sitana thondalu Deepak et al., 2018
- Sitana visiri Deepak, 2016

## Галерея

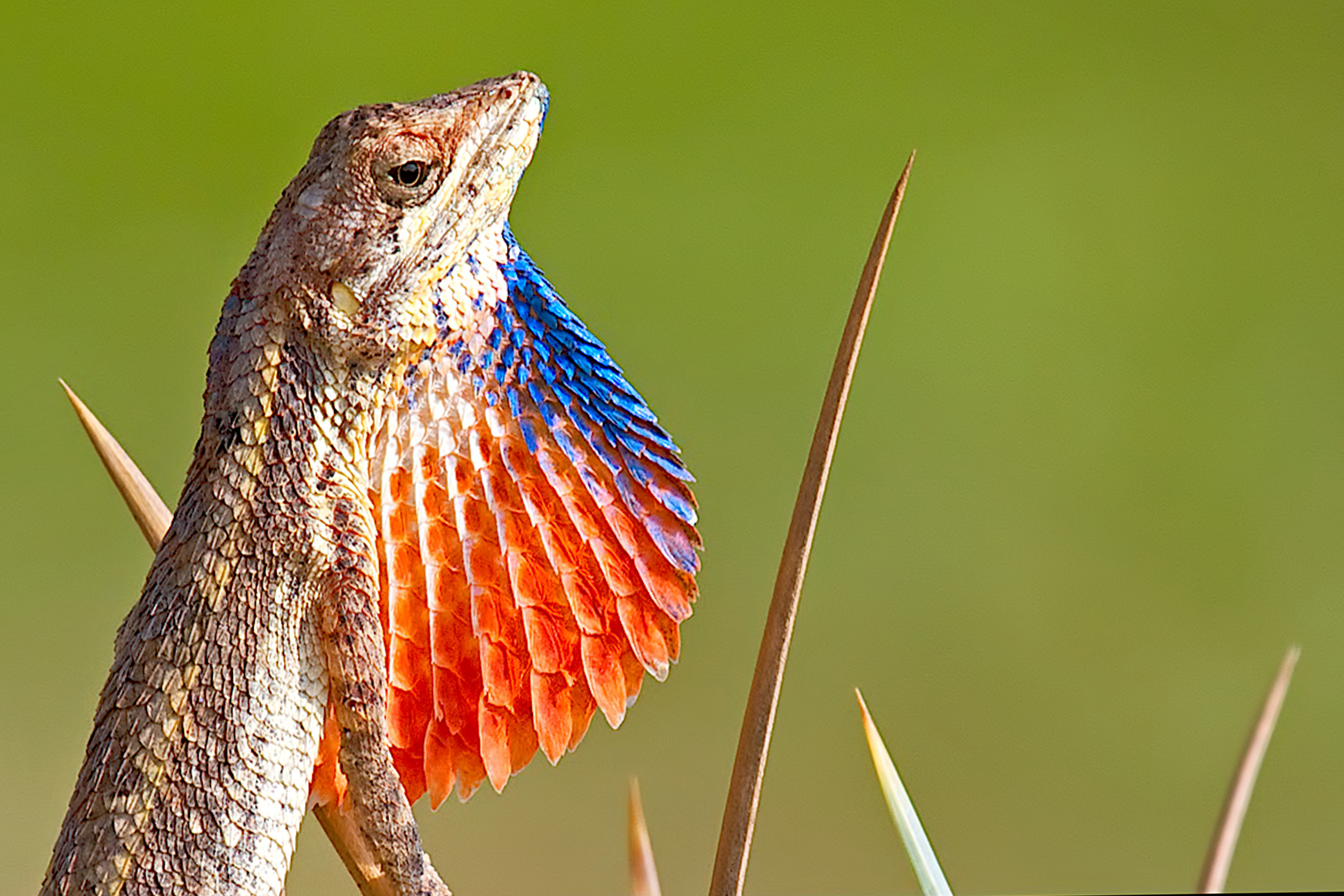
Sitana attenboroughii
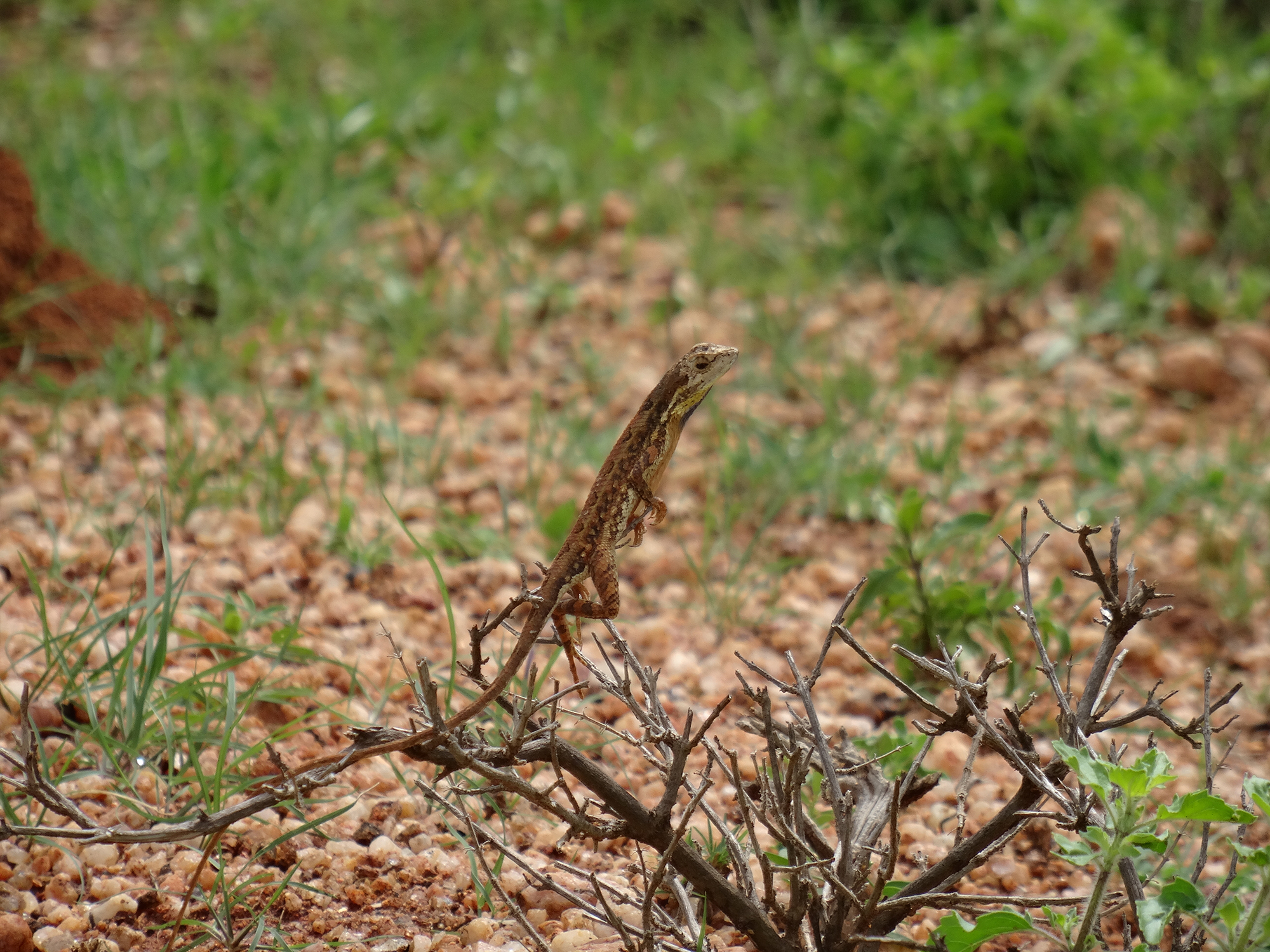
Sitana marudhamneydhal
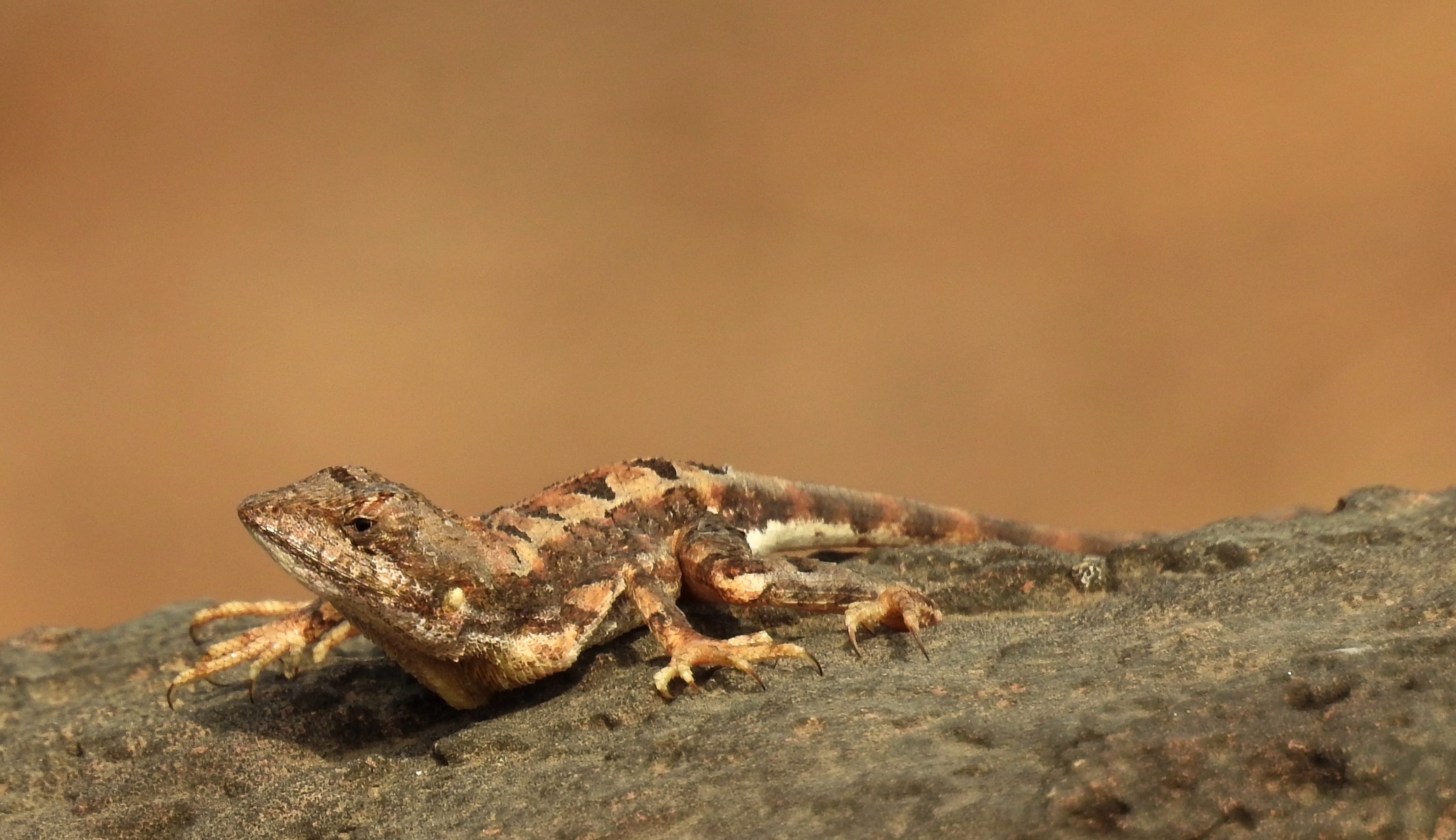
Sitana spinaecephalus
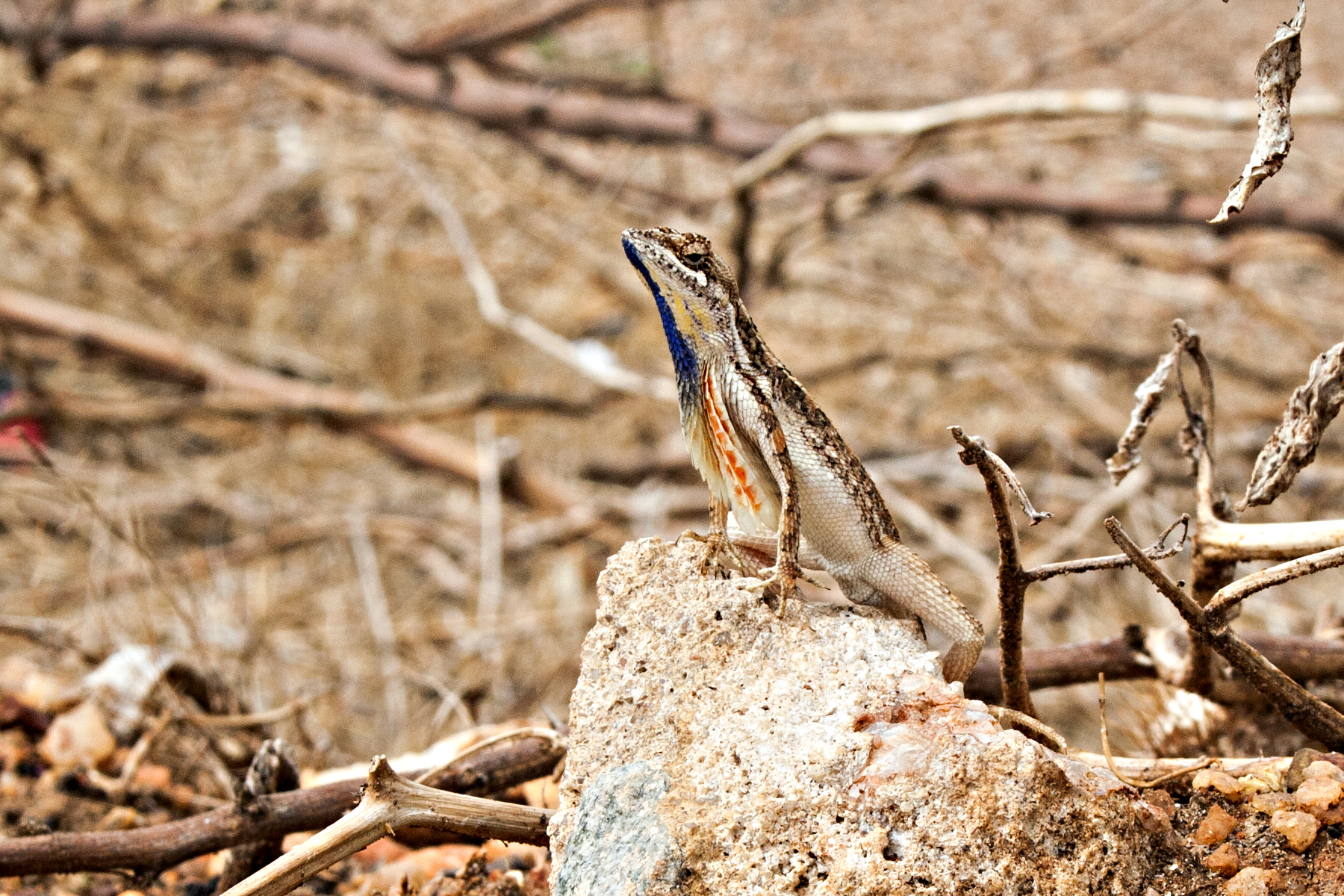
Sitana visiri